# Рижская 6 средняя школа
Рижская 6 средняя школа (латыш. Rīgas 6. vidusskola) — одна из средних школ Риги, которая находится на улице Александра Чака в Гризинькалнском районе. В школе реализуются различные образовательные программы (гуманитарные и общеобразовательные). Это одна из 18 школ Латвии, направленных на изучение музыки.

## История
В 1939 году классы гимназии были переведены в здание на улице Гайзиня. В том же году Министерство просвещения учредило две государственные гимназии — Первую (мужскую) и Третью (женскую). После советской оккупации Латвии в 1940 году две гимназии были объединены, переданы администрации города Риги и названы 6-й средней школой г. Риги (латыш. 6. Rīgas pilsētas vidusskola).
Во время немецкой оккупации школе было возвращено название 1-й Рижской государственной гимназии, и она продолжала работать в здании на бульваре Райня. После вступления Красной Армии в Ригу в январе 1945 года 6-я Рижская городская средняя школа начала занятия в том же здании.
В 1946 году все здание на бульваре Райниас было передано только что открытому Латвийскому государственному педагогическому институту, а 6-я средняя школа временно переехала в здание школы на улице Кришьяня Валдемара, где уже располагалась Рижская 3 средняя школа, затем в 1948 году в здание на улице Таллинас и, наконец, в 1951 году школа переехала в новое здание школы по проекту архитектора Альфреда Пуполса. Здание располагается на улице Александра Чака рядом с парком Зиедоньдарзс. В 1969/1970 учебном году в школе были созданы музыкальные классы, школьный хор девочек и духовой оркестр, а в 1997 году был основан школьный симфонический оркестр. С 1994 года в здании на улице Лауку училось большее количество учеников начальных классов, но в ходе школьной реформы 2010 года они переехали в здание на улице Матиса.
Школа заняла 1-е место по снежному волейболу в 2015 году. В 2014 году в программе бесплатного цифрового обучения для учителей «Школа для будущего Samsung» (латыш. Samsung Skola nākotnei) победила Рижская 6-я средняя школа, за что получила 10 000 евро. В 2019 году латвийский новостной портал NRA включил школу в топ-100 лучших школ Латвии, поставив её на 91 место. Также школа поучаствовала в проекте «Поддержка внедрения компетентностного подхода в школе» (латыш. Atbalsts kompetenču pieejas ieviešanai skolā).

## Программы обучения
Средняя школа:
- общеобразовательная математика, естественнонаучная и техническая программа (31013011);
- программа общественно-гуманитарного направления общего среднего образования (31012011);
- общеобразовательная программа общего среднего образования (31011011).

Начальная школа:
- программа общеобразовательного направления общего начального образования (21011111);
- общеобразовательная программа профессионально-ориентированного музыкального направления (21014111). В рамках программы ученики учатся играть на одном инструменте и работают в одном из музыкальных ансамблей школы.

## Известные люди

### Выпускники
- Велта Сникере, поэтесса[11];
- Анце Муйжнице, актриса и драматург[12];
- Анна Неле Аболиня, актриса[13];
- Андис Карелис, музыкант[14].

### Директор
С 1992 года директором школы является Харальд Барздиньш — главный дирижёр многих студенческих и Вселатвийских праздников песни. Награждён лучшим дирижёром духового оркестра XXIV Вселатвийского праздника песни, на IX Латвийском празднике песни и танца школьной молодежи получил гран-при, в 2005 году — ежегодную премию Управления культуры Рижской думы. В 2015 году стал офицером ордена Трех Звезд.